# Descanso auditivo
O descanso auditivo é uma prática recomendada para reduzir a fadiga auditiva e prevenir danos causados pela exposição prolongada a sons intensos. Consiste em períodos regulares de silêncio ou de exposição a ambientes com baixos níveis de ruído, permitindo que o sistema auditivo se recupere.

## Importância
A audição humana é sensível a estímulos sonoros constantes e intensos. A exposição prolongada a altos níveis de ruído pode levar à fadiga auditiva temporária ou, em casos mais graves, à perda auditiva permanente. O descanso auditivo é fundamental para evitar danos cumulativos às células ciliadas da cóclea, responsáveis pela captação dos sons.

## Benefícios
O descanso auditivo traz diversos benefícios, tais como:
- Redução da fadiga auditiva;
- Prevenção de zumbido (acufeno);
- Preservação da sensibilidade auditiva;
- Melhoria na percepção sonora;
- Diminuição do risco de perda auditiva induzida por ruído.

## Recomendações
Especialistas em saúde auditiva recomendam as seguintes práticas para um descanso auditivo adequado:
- Evitar exposição contínua a ruídos elevados por períodos prolongados;
- Fazer pausas auditivas de pelo menos 5 a 10 minutos após longos períodos de exposição sonora intensa;
- Utilizar protetores auriculares em ambientes ruidosos;
- Reduzir o volume de fones de ouvido e limitar seu uso a menos de 60 minutos por dia em volumes moderados;
- Preferir ambientes silenciosos para recuperação auditiva após exposições sonoras intensas.

## Aplicações
O descanso auditivo é particularmente importante para profissionais expostos a ruídos constantes, como músicos, operários industriais, professores e profissionais da aviação. Também é recomendado para frequentadores de shows, festas e locais com alto nível de som amplificado.

## Pesquisa e Evidências
Estudos na área da audiologia indicam que o descanso auditivo auxilia na recuperação da percepção sonora após a exposição a ruídos elevados. Pesquisas também demonstram que indivíduos que praticam pausas auditivas regulares têm menor incidência de zumbido e outros sintomas de sobrecarga auditiva.